# Bamra exclusa
Bamra exclusa là một loài bướm đêm trong họ Noctuidae.